# Аль-Инсан
Аль-Инса́н (араб. الإنسان — Человек) — семьдесят шестая сура Корана. Сура мединская.  Состоит из 31 аята.

## Содержание
В суре говорится о сотворении человека и об испытании, которому он подвергается. В суре коротко указывается на воздаяние, уготованное неверным, и подробно рассказывается о блаженстве, которое Аллах по своей милости дарует верующим. В суре также — предостережение тем, которые любят эту жизнь, предпочитая её жизни будущей.

 Неужели не прошло то время, когда человек был безвестен? ۝ Мы создали человека из смешанной капли, подвергая его испытанию, и сделали его слышащим и зрячим. ۝ Мы повели его путём либо благодарным, либо неблагодарным. ۝ Мы приготовили для неверующих цепи, оковы и пламя. ۝ А благочестивые будут пить из чаши вино, смешанное с камфарой. ۝ Рабы Аллаха будут пить из источника, давая ему течь полноводными ручьями. ۝ Они исполняют обеты и боятся дня, зло которого разлетается. ۝ Они дают пищу беднякам, сиротам и пленникам, несмотря на то, что она желанна и для них самих. ۝ Они говорят: «Мы кормим вас лишь ради Лика Аллаха и не хотим от вас ни награды, ни благодарности! ۝ Мы боимся от своего Господа того Мрачного и Томительного дня». ۝ Аллах защитит их от зла того дня и одарит их процветанием и радостью. ۝ А за то, что они проявили терпение, Он воздаст им Райскими садами и шелками. ۝ Они будут лежать на ложах, прислонившись, и не увидят там ни солнца, ни стужи. ۝ Тени будут близки к ним, и плоды будут подчинены им полностью. ۝ Обходить их будут с сосудами из серебра и кубками из хрусталя - ۝ хрусталя серебряного, соразмерных размеров. ۝ Поить их там будут из чаш вином, смешанным с имбирём, ۝ из источника, названного Салсабилем. ۝ Их будут обходить вечно юные отроки. Взглянув на них, ты примешь их за рассыпанный жемчуг. ۝ Взглянув же, ты увидишь там благодать и великую власть. ۝ На них будут зелёные одеяния из атласа и парчи. Они будут украшены серебряными браслетами, а Господь их напоит их чистым напитком. ۝ Таково ваше воздаяние, и ваше усердие отблагодарено. 
—  76:1—22 (Кулиев)